# Günther Joël

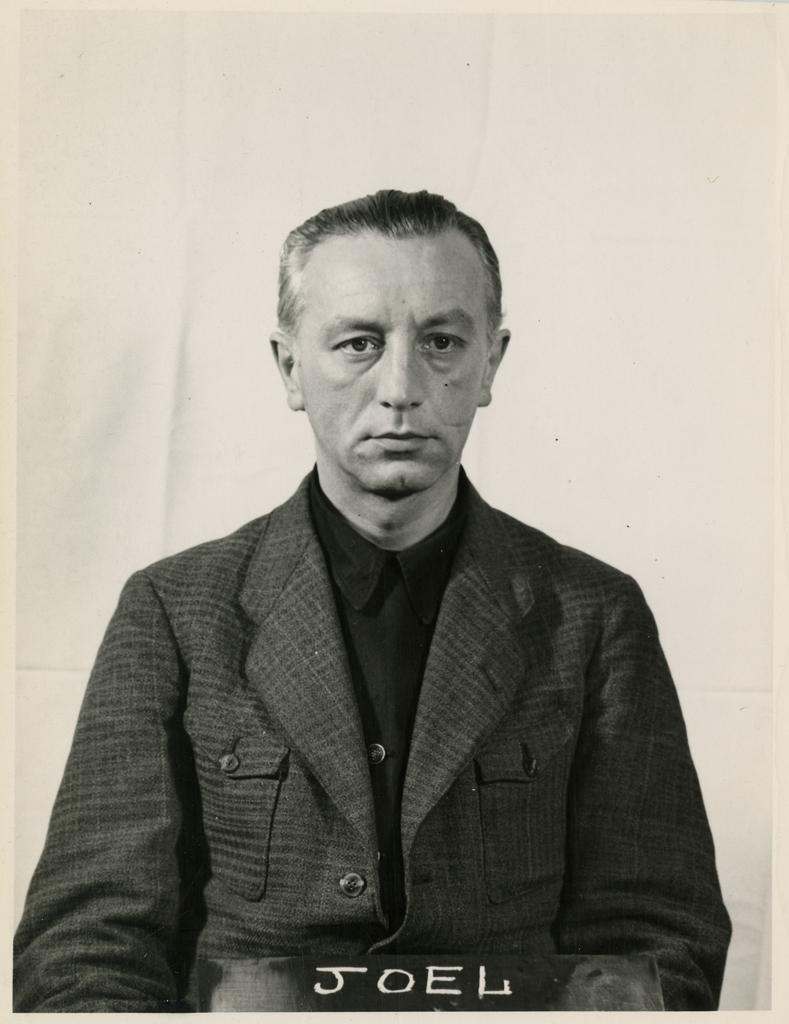
Günther Joël während der Nürnberger Prozesse

Günther Karl Franz August Hermann Joël, meist Günther Joel geschrieben (* 19. April 1903 in Kassel; † 12. Mai 1978 in München), war ein deutscher Jurist, Ministerialbeamter und verurteilter Kriegsverbrecher.

## Biografie

### Jugend und Ausbildung
Joël war der Sohn des Gewerbe-Oberlehrers Karl Joël und seiner Ehefrau Franziska, geb. Völker. In seiner Jugend besuchte er das Realgymnasium I in Kassel, wo er zu Ostern 1923 die Reifeprüfung ablegte. Anschließend studierte er Rechtswissenschaften an der Universität Göttingen. Nach sieben Semestern bestand er am 28. Mai 1927 beim Oberlandesgericht in Kassel die erste juristische Staatsprüfung. Am 24. Juli 1927 absolvierte er an der Rechts- und Staatswissenschaftlichen Fakultät der Universität Göttingen die mündliche Doktorprüfung mit dem Prädikat „löblich“. Seine Dissertation, die Das Rechtsverhältnis am toten menschlichen Körper zum Inhalt hatte, wurde 1930 veröffentlicht.

### NS-Zeit
Nach dem Rechtsreferendariat in Kassel erhielt Joël eine Anstellung bei der Staatsanwaltschaft in Göttingen. Zum 1. Mai 1933 trat er der NSDAP bei (Mitgliedsnummer 3.216.914). Außerdem war er Mitglied des Nationalsozialistischen Rechtswahrerbundes.
Von August 1933 bis August 1943 war Joël im Reichsjustizministerium (RJM) tätig. Sein Aufgabenbereich umfasste von August bis November 1933 den Bereich „Amnestie- und Niederschlagungsfälle“. Danach fungierte er gemeinsam mit Werner von Haacke bis Oktober 1937 als Leiter der von Roland Freisler geschaffenen Zentralstaatsanwaltschaft im RJM. Neben Korruptionsfällen war er mit Ausschreitungen von Parteimitgliedern, insbesondere SA-Angehörigen, beschäftigt. Nachdem die Zentralstaatsanwaltschaft im Oktober 1937 aufgelöst worden war, war Joël Referent in der Abteilung „Strafrechtspflege“ des Justizministeriums. Anfang November 1936 war er zum Oberstaatsanwalt ernannt worden.
Im Dezember 1937 wurde Joël zum Verbindungsmann des RJM zu SS, Gestapo und SD ernannt. Im Januar 1938 trat er aus diesem Grund in die Schutzstaffel ein (SS-Nummer 290.890), in der er einen Führerrang erhielt. Bis 1943 erreichte er den SS-Rang eines SS-Obersturmbannführers. Als Beamter wurde Joël 1941 zum Ministerialrat ernannt und mit der Bearbeitung der Verurteilungen im Rahmen des Nacht-und-Nebel-Erlasses betraut. Außerdem war er Chef des Sonderreferates für Kriegsdelikte.
Von August 1943 bis zum Kriegsende amtierte Joël auf Anforderung der Gauleiter Alfred Meyer und Albert Hoffmann als Generalstaatsanwalt in Hamm und war dort weiterhin mit Nacht-und-Nebel-Fällen beschäftigt. In dieser Funktion hatte er auch die Dienstaufsicht über alle Oberstaatsanwälte an den Sondergerichten in Essen und Hamm. Joël galt als Karrierist, der sich für die Umsetzung nationalsozialistischer Rechtsideen engagierte.

### Nachkriegszeit
Im Nürnberger Juristenprozess gegen 16 hohe Justizbeamte und Richter des NS-Regimes verurteilte ihn am 14. Dezember 1947 ein amerikanischer Militärgerichtshof wegen seiner Mitwirkung an der Nacht-und-Nebel-Gerichtsbarkeit zu zehn Jahren Haft. Am 31. Januar 1951 begnadigte ihn der US-amerikanische Hochkommissar John Jay McCloy, und er wurde aus dem Kriegsverbrechergefängnis Landsberg entlassen. Anschließend war Joël als Wirtschaftsberater bei der Friedrich Flick AG in Düsseldorf tätig. 1953 wurde er von einem bundesdeutschen Gericht freigesprochen.
1956 ist Joël als Mitarbeiter des Flick-Konzerns nachweisbar. 1969 lebte er im Richard-Pietzsch-Weg 12 in München. Eine eidesstattliche Erklärung gegenüber dem Polizeipräsidium München, Kriminalabteilung III, zu seiner Tätigkeit gab Joël am 2. August 1969 ab.

## Schriften
- Die Rechtsverhältnisse am toten menschlichen Körper. 1930 (Dissertation).